# Supercoppa dei Paesi Bassi 1993
La Supercoppa dei Paesi Bassi 1993 (ufficialmente per ragioni di sponsorizzazione PTT Telecom Cup 1993) è stata la quarta edizione della Johan Cruijff Schaal.
Si è svolta l'8 agosto 1993 al Feijenoord Stadion di Rotterdam tra il Feyenoord, vincitore della Eredivisie 1992-1993, e l'Ajax, vincitore della KNVB beker 1992-1993.
A conquistare il titolo è stato l'Ajax che ha vinto per 4-0 con reti di Jari Litmanen (doppietta), Frank de Boer e Marc Overmars.

## Partecipanti
| Squadre   | Qualificazione                       | Partecipazioni precedenti (il grassetto indica la vittoria) |
| --------- | ------------------------------------ | ----------------------------------------------------------- |
| Feyenoord | Vincitore della Eredivisie 1992-1993 | 2 (1991, 1992)                                              |
| Ajax      | Vincitore della KNVB beker 1992-1993 | Nessuna                                                     |

## Tabellino
| Arbitro: | Blankenstein |

|  |           |                                              |
|  | Marcatori | 18’ 62’ Litmanen 47’ F. de Boer 61’ Overmars |

### Formazioni
| Feyenoord:         |  |                    |             |     |
|                    |  |                    |             |     |
| P                  |  | Ed de Goeij        |             |     |
| D                  |  | John Metgod        |             | 46’ |
| D                  |  | Errol Refos        |             |     |
| D                  |  | Ulrich van Gobbel  |             |     |
| D                  |  | Ruud Heus          | Ammonizione |     |
| C                  |  | Arnold Scholten    |             |     |
| C                  |  | Rob Witschge       |             |     |
| C                  |  | Peter Bosz         |             |     |
| A                  |  | Arnar Gunnlaugsson |             |     |
| A                  |  | Mike Obiku         |             | 46’ |
| A                  |  | Gaston Taument     |             |     |
| Sostituzioni:      |  |                    |             |     |
| D                  |  | Henk Fräser        |             | 46’ |
| A                  |  | John van Loen      |             | 46’ |
| Allenatore:        |  |                    |             |     |
| Willem van Hanegem |  |                    |             |     |

| Ajax:          |  |                   |  |     |
|                |  |                   |  |     |
| P              |  | Edwin van der Sar |  |     |
| D              |  | Danny Blind       |  |     |
| D              |  | Frank de Boer     |  |     |
| D              |  | Sonny Silooy      |  |     |
| D              |  | Michel Kreek      |  |     |
| C              |  | Frank Rijkaard    |  |     |
| C              |  | John van den Brom |  |     |
| C              |  | Clarence Seedorf  |  |     |
| C              |  | Ronald de Boer    |  |     |
| A              |  | Jari Litmanen     |  |     |
| A              |  | Marc Overmars     |  | 85’ |
| Sostituzioni:  |  |                   |  |     |
| A              |  | Donny Huijsen     |  | 85’ |
| Allenatore:    |  |                   |  |     |
| Louis van Gaal |  |                   |  |     |